# Biet Maya och det gyllene ägget
Biet Maya och det gyllene ägget (engelska: Maya the Bee: The Golden Orb) är en australisk-tysk datoranimerad film från 2021. Filmen hade premiär i Sverige den 23 juli 2021. Filmen är regisserad av Noel Cleary och är en uppföljare till filmen Biet Maya – På nya honungsäventyr från 2018. För filmens svenska röster svarar bland annat Anna Isbäck (i rollen som Maya) och Leo Hallerstam (i rollen som Villy).

## Handling
I denna film får man återigen följa biduon Maya och Villy, som tillsammans med sina gamla myrvänner Hasse och Lasse, tar sig an uppdraget att föra ett gyllene ägg hela vägen upp till Bonsaiberget. Ur detta ägg kläcks det snart en vacker, liten prinsessa, som snabbt blir vännernas uppgift att ta hand om.

## Rollista
| Figur            | Originalröst        | Svensk röst          |
| ---------------- | ------------------- | -------------------- |
| Maya             | Coco Jack Gillies   | Anna Isbäck          |
| Villy (Willy)    | Benson Jack Anthony | Leo Hallerstam       |
| Lasse            | David Collins       | Anders Öjebo         |
| Hasse            | Shane Dundas        | Oscar Harryson       |
| Bumbulus         | Christian Charisiou | Lucas Krüger         |
| Rumba            | Frances Berry       | Beata Harryson       |
| Tugg             | Tom Cossettini      | Anton Körberg        |
| Bumbulus         | Christian Charisiou | Lucas Krüger         |
| Henrik           |                     | Andreas Nilsson      |
| Vibbe            |                     | Anton Olofson Raeder |
| Kapten           | Cam Ralph           | Adam Fietz           |
| Buff             |                     | Jan Åström           |
| Fröken Cassandra | Tess Meyer          | Anna Sahlin          |
| Gosan            |                     | Juni Kinell          |
| Surrlin          |                     | Figge Norling        |
| Flipp            | Sam Haft            | Fredde Granberg      |
| Drottningen      | Justine Clarke      | Birgitte Söndergaard |

- Dubbningsregissör / inspelningstekniker – Ingemar Åberg
- Översättare – Lisa Linder
- Svensk version producerad av Iyuno Media Group[1]